# Nails
Nails je američki powerviolence sastav iz Oxnarda. Čine ga pjevač i gitarist Tod Jones, basist John Gianelli te bubnjar Taylor Young.

## Povijest sastava
Sastav je osnovan 2007. godine, te su prvu postavu koja je objavila EP Obscene Humanity činili Tod Jones, John Gianelli i Tom Hogan. Kasnije Hogana zamjenjuje Taylor Young te 2010. objavljuju prvi studijski album Unsilent Death. Idući album Abandon All Life objavljuju 2013. godine. Iduće godine potpisuju za izdavačku kuću Nuclear Blast, koja objavljuje njihov aktualni album You Will Never Be One of Us. Također su objavili spotove za naslovnu pjesmu te pjesmu "Savage Intolerance".

## Glazbeni stil
Glazbeni stil Nailsa najčešće se povezuje s powerviolenceom, kojeg karakterizira velika brzina i ekstreman zvuk. Također, sastav kombinira i s elementima grindcorea, hardcore punka i crustcorea. Sve njihove albume je producirao Kurt Ballou, gitarist sastava Converge, te su im zajedničko obilježje veoma kratke pjesme, uz par iznimaka. Tako primjerice prva dva albuma imaju ukupno trajanje od otprilike 15 minuta, dok je posljednji neznatno duži s trajenjem od 21 minute.

## Članovi sastava
Trenutna postava
- John Gianelli - bas-gitara
- Taylor Young - bubnjevi
- Todd Jones - vokal, gitara

Bivši članovi
- Tom Hogan - bubnjevi
- Andy Saba - gitara

## Diskografija
Studijski albumi
- Unsilent Death (2010.)
- Abandon All Life (2013.)
- You Will Never Be One of Us (2016.)

EP-ovi
- Obscene Humanity 12" (2009.)
- Obscene Humanity 7" (2012.)

Split albumi
- Skin Like Iron / Nails (2012.)

## Vanjske poveznice
- Službena stranica